# 학운초등학교
학운초등학교는 대한민국 경기도 김포시 양촌읍 학운리에 있는 공립 초등학교이다.

## 학교 연혁
- 1958. 02. 05 양곡국민학교 학운분교로 개교(2학급)
- 1962. 12. 29 학운국민학교 승격(5학급)
- 1963. 02. 28 초대 김천득 교장 부임
- 1963. 04. 14 학운국민학교 개교식
- 1964. 02. 16 제1회 졸업식(29명)
- 1981. 03. 07 병설유치원 개원(1학급)
- 2009. 03. 14 현 위치(학운리 2825번지)로 신축 이전
- 2009. 09. 01 제18대 김희수 공모교장 취임
- 2009. 09. 01 돌봄교실 1학급 운영
- 2010. 05. 07 인조잔디 운동장 개장
- 2010. 06. 02 도서실 리모델링
- 2010. 06. 07 운동장 차양막 설치
- 2011. 01. 27 교무, 행정 통합 교육지원실 설치
- 2011. 05. 01 돌봄교실 1학급 추가 운영(총 2학급)
- 2012. 03. 19 보건실 환경개선 및 정비
- 2013. 02. 15 제50회 졸업식(졸업생 29명), 전체(2040명)
- 2013. 09. 01 제19대 고현숙 공모교장 취임
- 2014. 03. 01 3학급 증설 계 15학급 운영
- 2014. 03. 01 돌봄교실 1학급 증설(총3학급)
- 2018. 02. 09 제55회 졸업식

## 참고 자료
- 학운초등학교 - 한국교육학술정보원 학교알리미